# Ворони (Столинский район)
Ворони (бел. Варані́) — деревня в Столинском районе Брестской области Беларуси. Входит в состав Речицкого сельсовета.
В 1940-1954 годах центр Вороневского сельсовета.

## История
В летописных источниках Ворони известный с XVII века. До XVIII века деревня в составе Великого Княжества Литовского. С 1793 года — в составе Российской империи. С 1921 года в составе Польши. С 1939 года в составе Белорусской ССР.
29 мая 2015 года поселковый Совет, в состав которого входила деревня, преобразован в сельсовет.

## Культура
- Дом культуры
- Музей

## Достопримечательности
- Свято-Николаевская церковь (1912 г.)
- Могила повстанцев 1863-1864 гг.

## Галерея

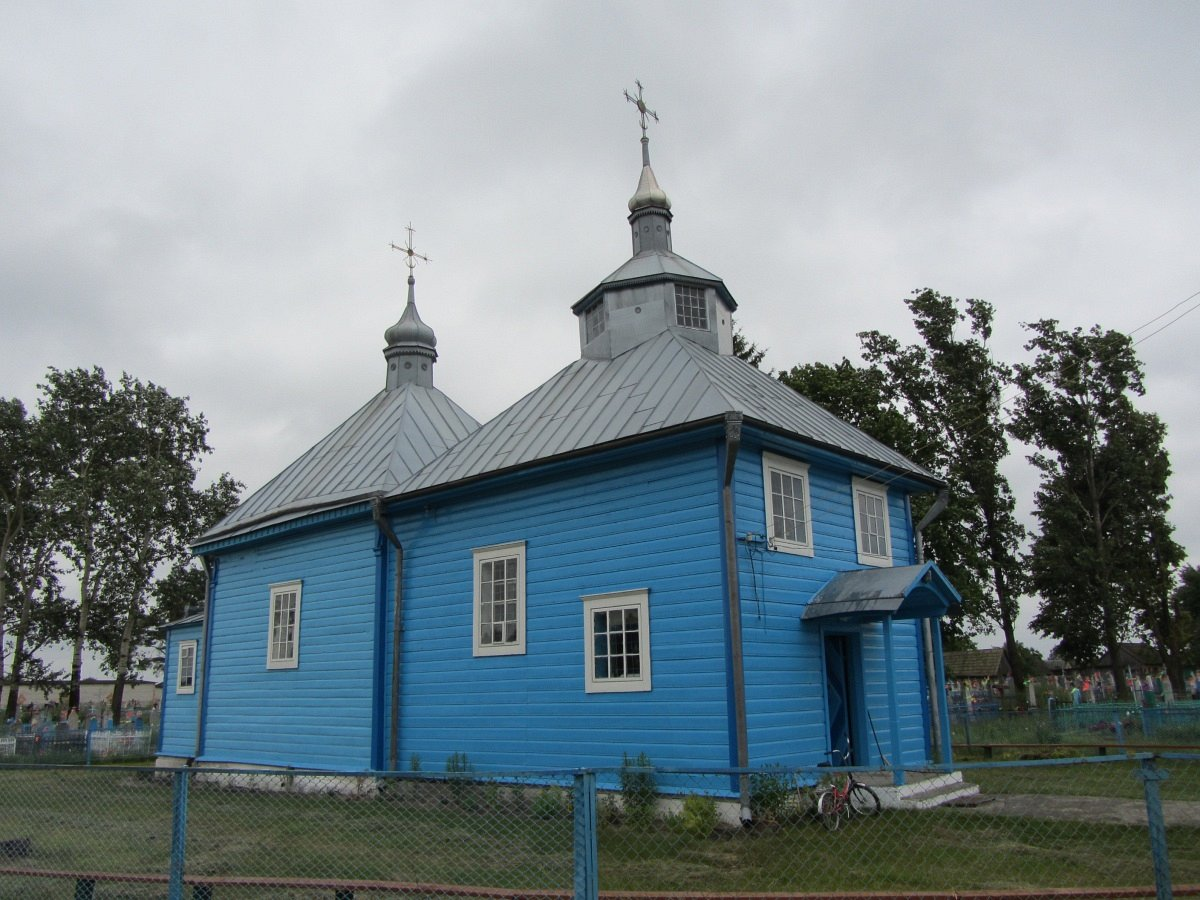
Свято-Николаевская церковь
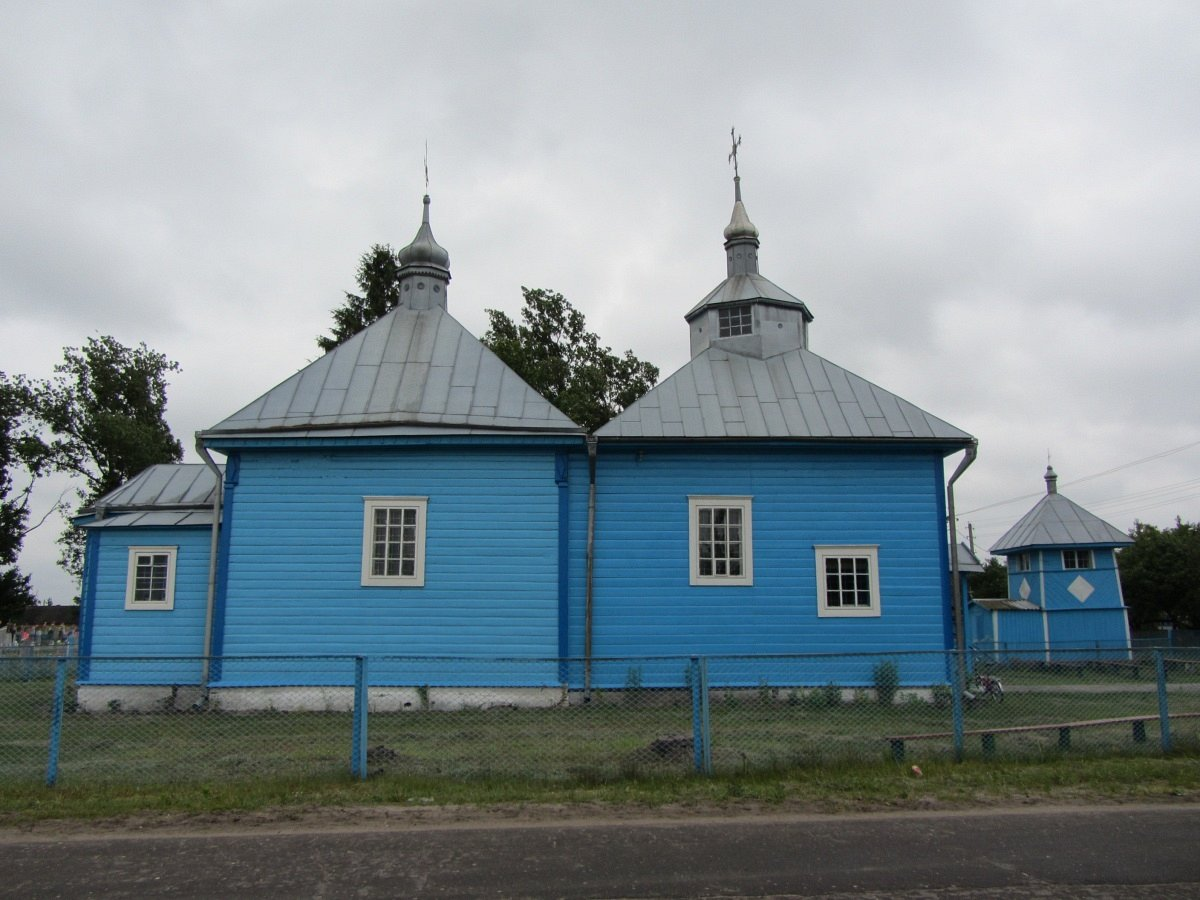
Свято-Николаевская церковь
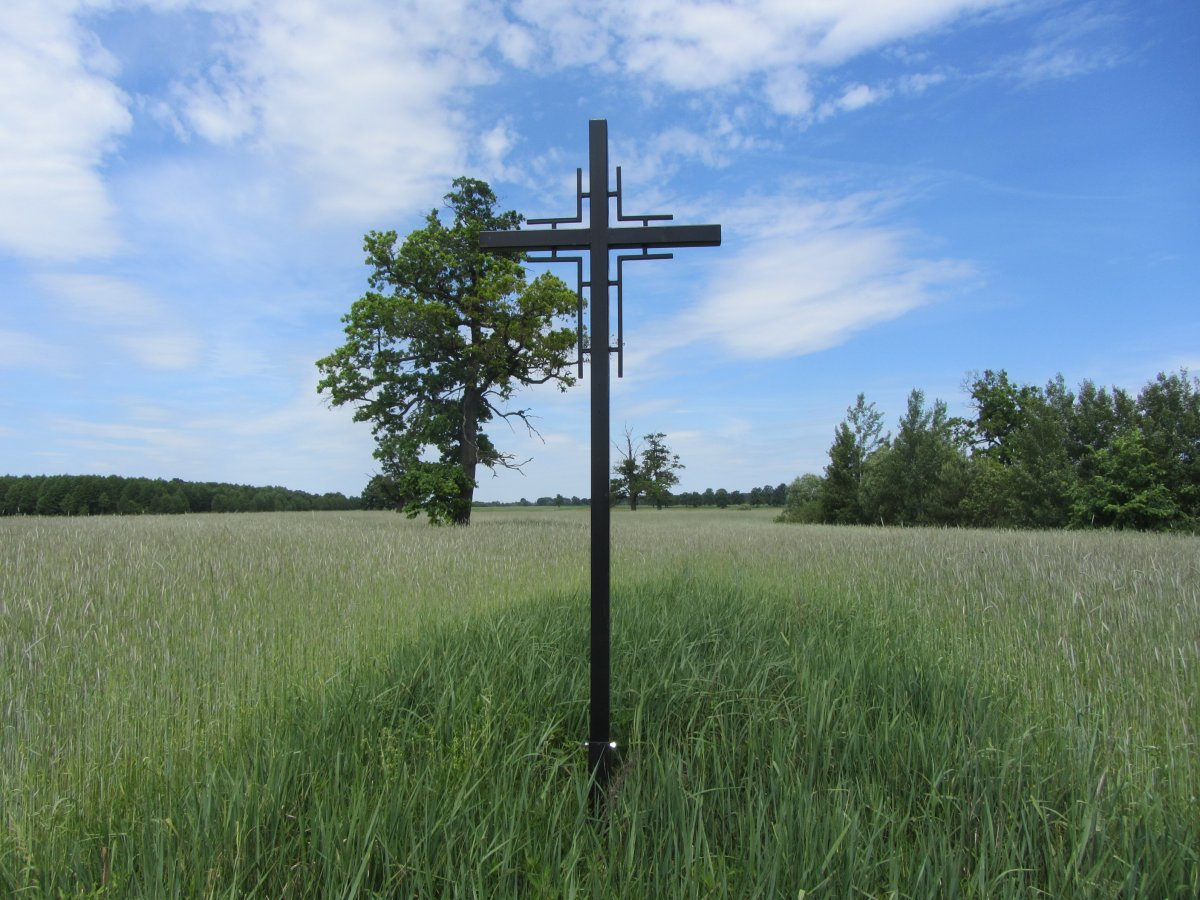
Металлический крест на месте захоронения повстанцев у деревни
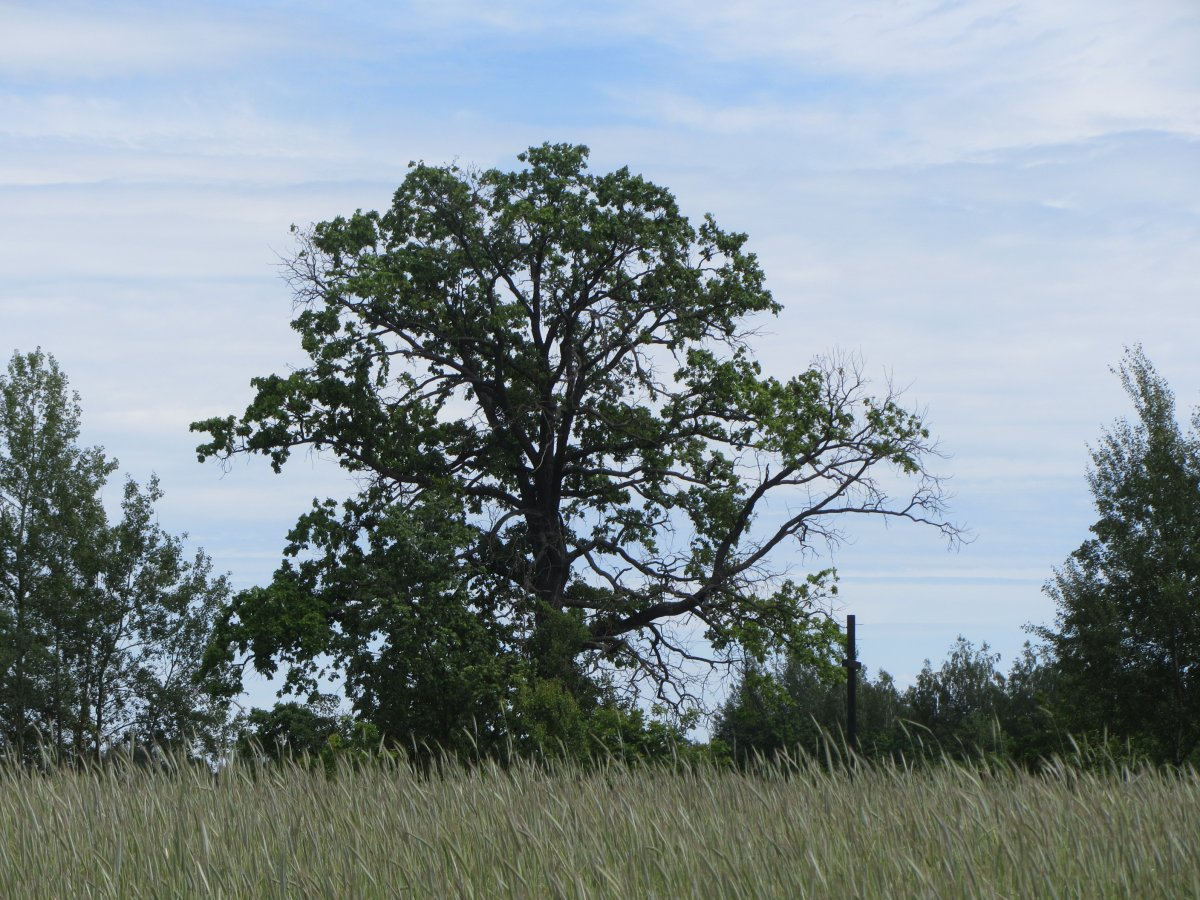
Металлический крест на месте захоронения повстанцев у деревни